# Papaver somniferum

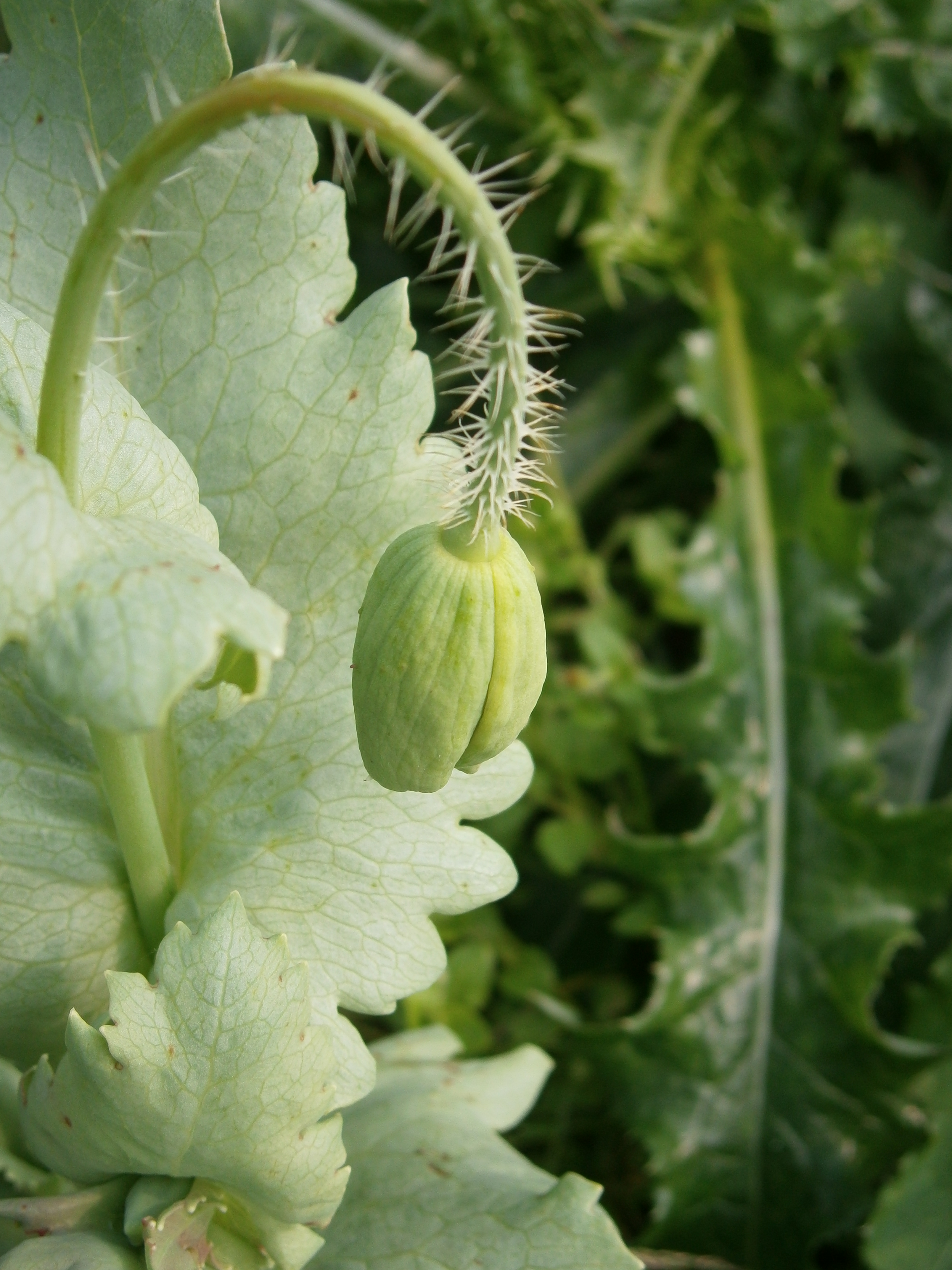
Capullo floral preantesis con los 2 sépalos glabros que encierran 4 pétalos corrugados

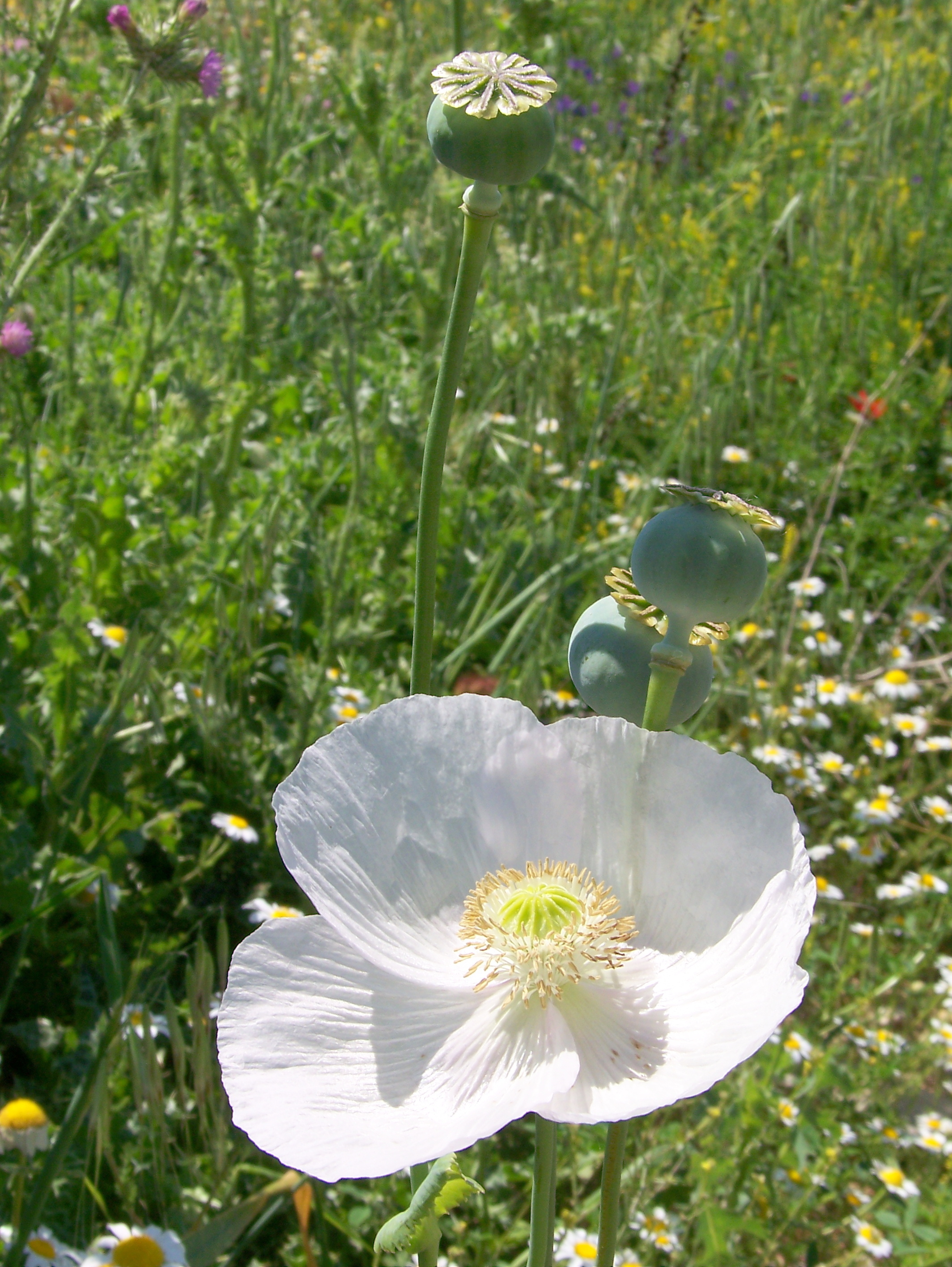
Papaver somniferum (var. blanca) cerca de Madrid: flores —sin mancha en la base de los pétalos— y frutos inmaduros

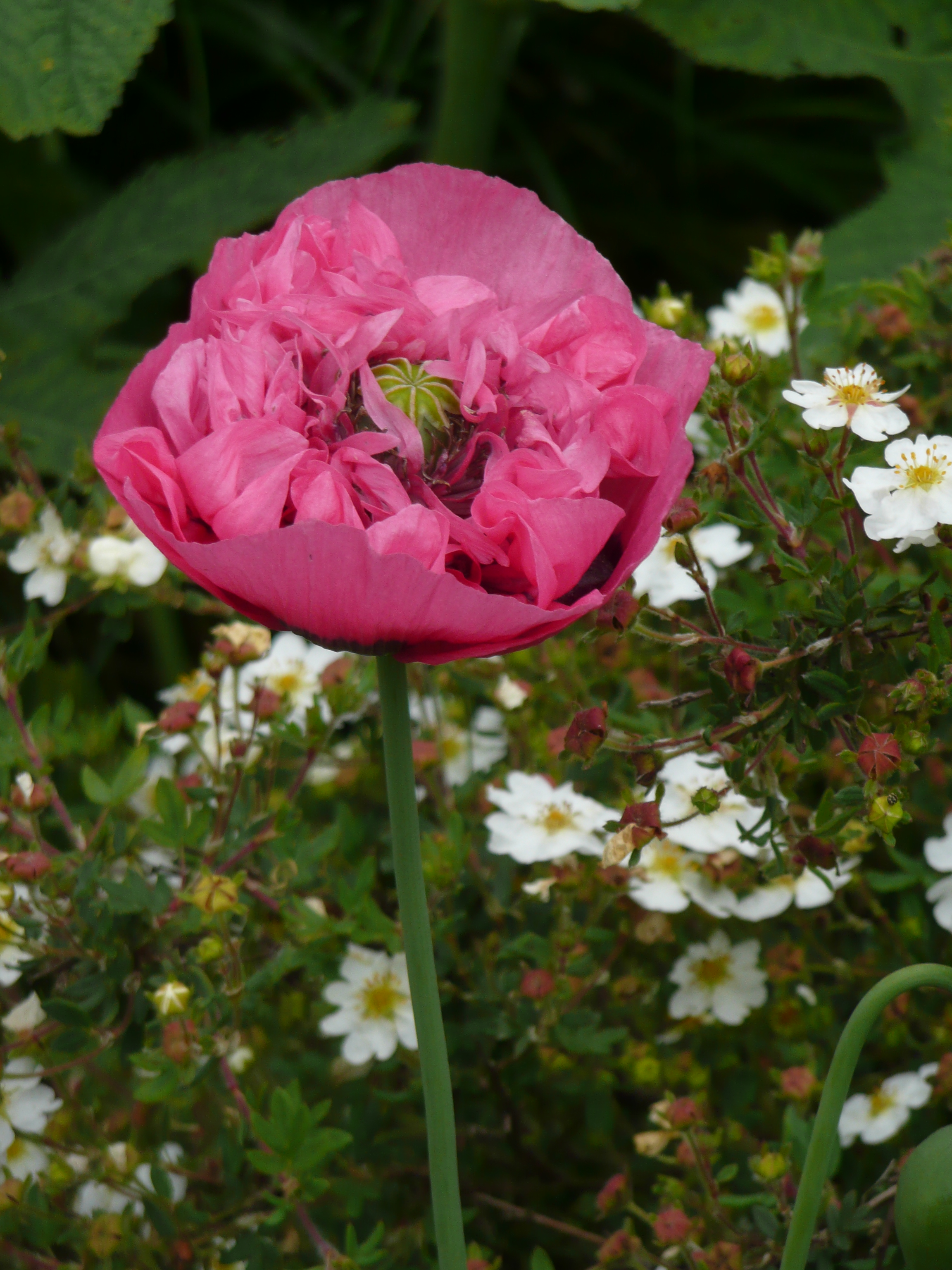
Papaver somniferum (variedad violeta múltiple) en Culpeper Community Garden, London

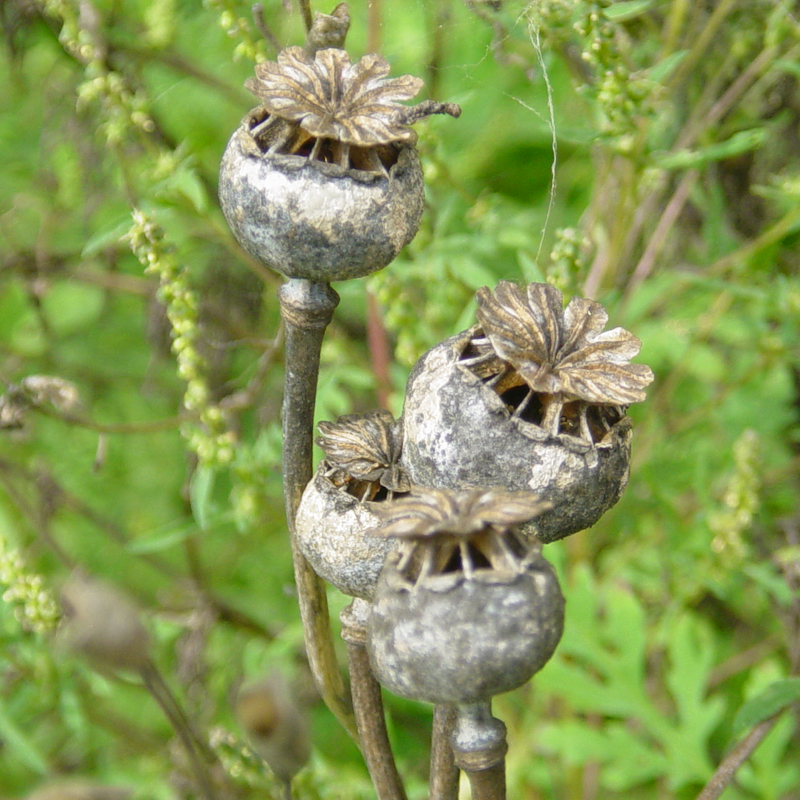
Frutos maduros de la variedad [blanca

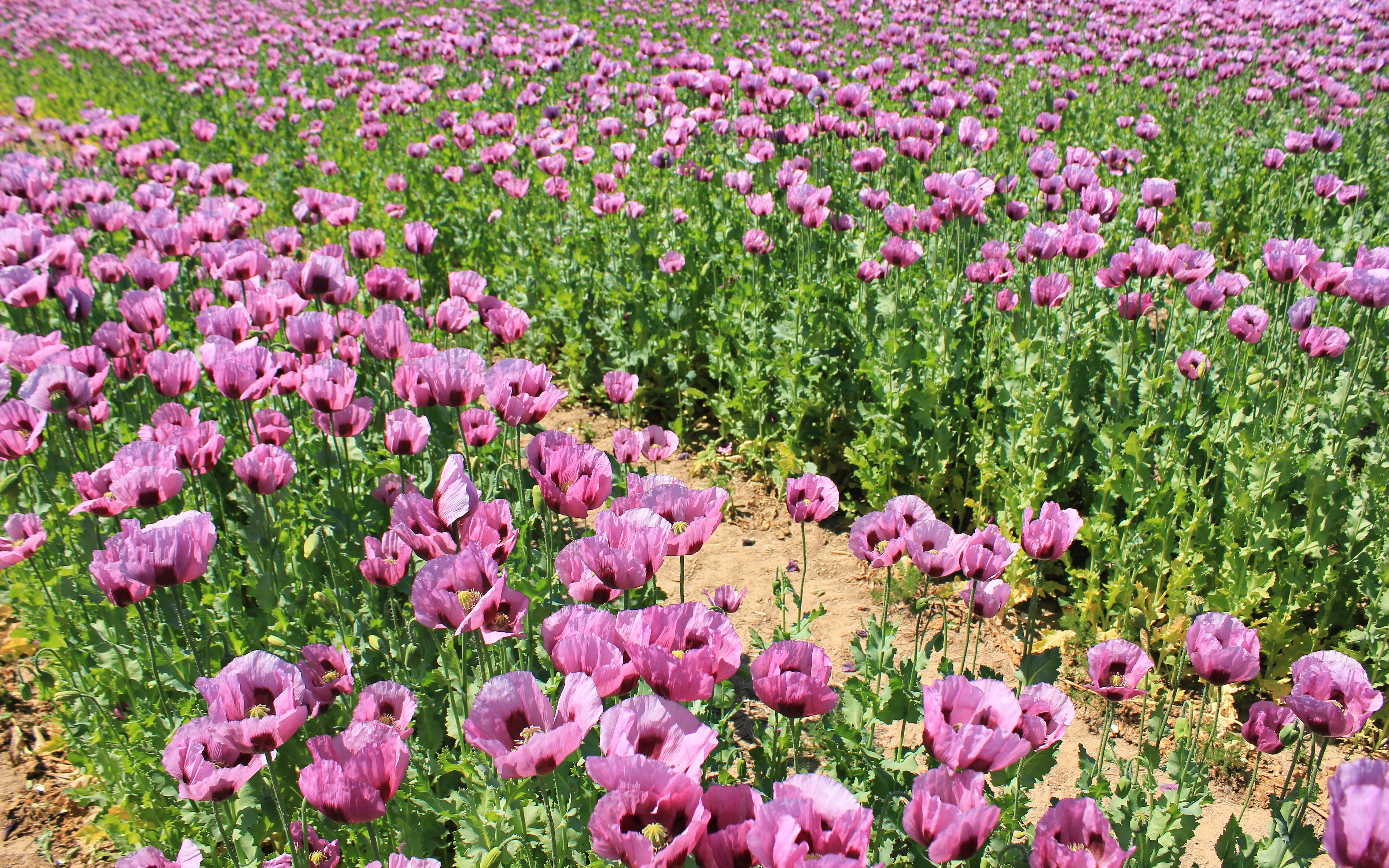
Cultivo de la variedad Zeno Morphex en Sajonia, Alemania, con fines alimenticios u ornamentales, pues su muy bajo contenido en Morfina no la hace susceptible de uso indebido o farmacéutico

La adormidera o amapola real Papaver somniferum es una especie de planta herbácea del género Papaver, perteneciente a la familia Papaveraceae. Su fama está ligada a su alto contenido en alcaloides obtenidos del látex exudado a través de las incisiones practicadas artificialmente en su fruto, el cual es la base de la producción de opio y sus derivados.

## Descripción
Se trata de una planta herbácea anual, glabra o algo peluda, con una altura comprendida entre 15 cm y 1,5 m. Tiene hojas, de 2-30 por 0,5-20 cm, oblongoovadas, lobadas o eventualmente pinnatisectas, las inferiores con un corto peciolo y las superiores sentadas y abrazadoras. Las flores, pedunculadas (pedúnculo de longitud muy variable: 2-40 cm), son solitarias y terminales, de capullo nutante y erecto en la floración, actinomorfas, con cáliz de 2 o 3 sépalos caedizos en la antesis, 4 pétalos, corrugados en el capullo, suborbiculares, de color blanco, rosado, violáceo o rojo, habitualmente con una mancha basal más oscura. El androceo está compuesto por numerosos estambres claviformes de anteras amarillas, mientras el ovario no tiene estilo pero sí 5-18 estigmas radiales prominentes sobre un disco plano lobulado. El fruto, de tamaño muy variable, es una cápsula subglobosa, mazuda, glabra, pruinosa, unilocular pero acostillada por falsos tabiques, bruscamente contraída en carpóforo. Es de dehiscencia porícida y las semillas liberadas por dichos poros infradiscales son de tamaño prácticamente milimétrico, negras o casi, reiniformes y alveolorreticuladas.

## Historia
El humano ha cultivado la adormidera desde hace al menos 4000 años. Esta planta parece ser nativa del sur y este del Mediterráneo en Europa, donde fue por primera vez domesticada. Se han encontrado evidencias de cultivo y uso en asentamientos de finales de la Edad de Piedra en las cercanías de los ríos Rin, Ródano, Po y Danubio, en el Lago Bracciano en Italia y Alemania, aproximadamente en el año 5700 a. C. Otro hallazgo con respecto a la adormidera fue en España, en las cercanías de Granada, en una cueva llamada la Cueva de los Murciélagos, donde se encontraron cápsulas de esta planta que datan del año 4200 a. C. aproximadamente. De origen no totalmente esclarecido, en la actualidad está cultivada y naturalizada en Europa, Asia, África y América.

## Usos

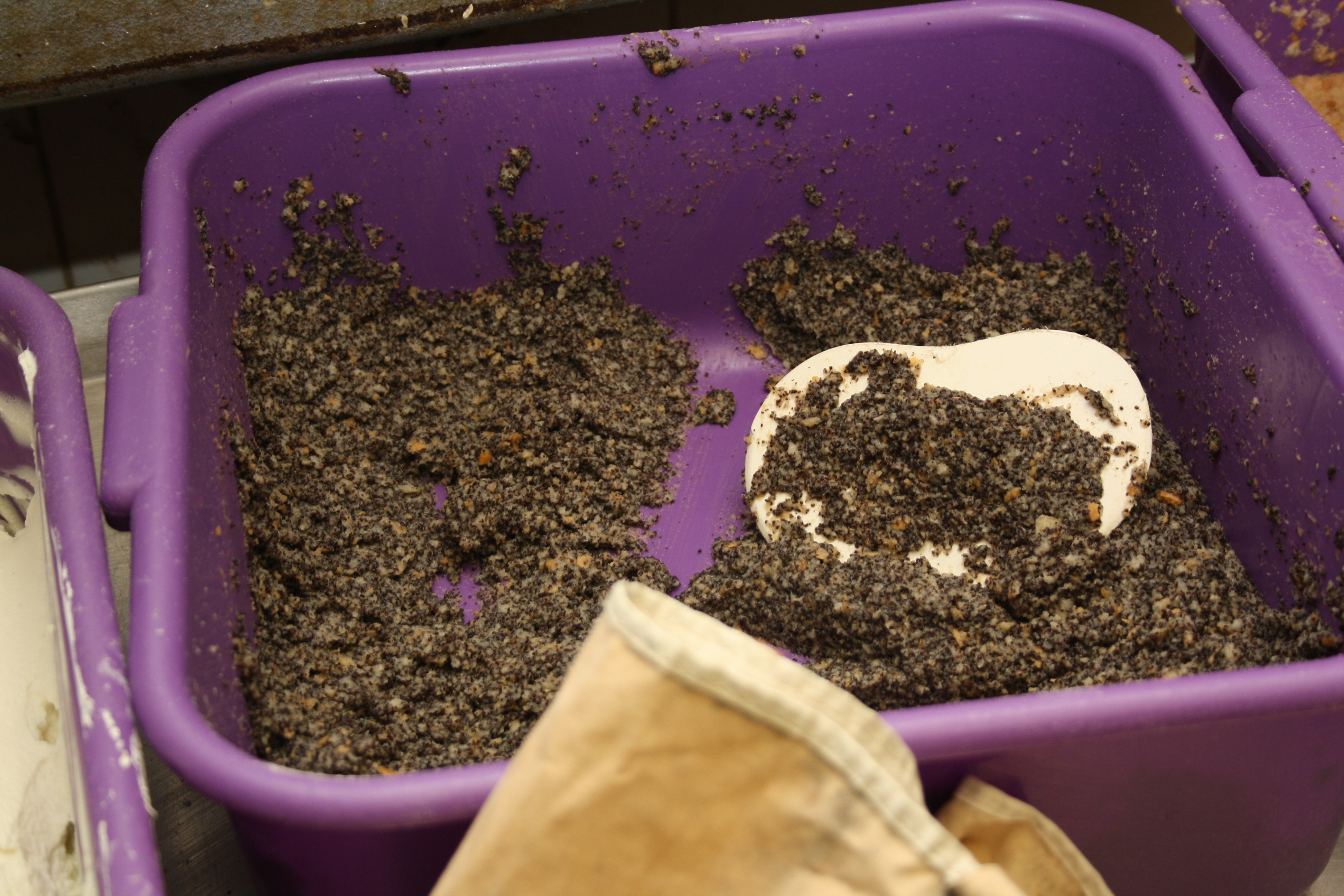
Las semillas de Papaver somniferum se usan en algunos productos pasteleros tradicionales.

Es conocida porque su savia tiene un alto contenido en alcaloides, por lo que se usa para obtener opio.
En la industria farmacéutica y médica, esos alcaloides suponen una fuente de sustancias activas como la morfina y la codeína, utilizadas en medicina como analgésicos para calmar el dolor.
Las semillas, al igual que las de Papaver rhoeas, carecen de alcaloides y se usan en aplicaciones culinarias. En buena parte de Europa las semillas de amapola se usan para adornar productos de panadería (barras de pan, bollos, etc.). También se usan como añadido en piensos para pájaros. La "tarta de amapola" (makowiec en polaco y makovník en eslovaco) es un bizcocho típico de Polonia y de Eslovaquia.
El aceite obtenido de las semillas encuentra aplicación en la industria de la pintura como aceite secante, para la fabricación de jabones o como combustible.
Debido a la presencia de alcaloides en la planta, se han aplicado fuertes medidas de control sobre su cultivo para evitar la producción de heroína, restringido a agricultores expresamente autorizados. Se han firmado acuerdos internacionales para erradicar el cultivo ilegal de adormidera a nivel mundial, el cual está concentrado el 90% solamente en dos países: Afganistán y Birmania. El restante 10% se concentra en dos países de Latinoamérica.
El Consejo Internacional sobre Seguridad y Desarrollo (ICOS, por sus siglas en inglés), antes conocido como el Consejo de Senlis, es un think tank internacional que propone la utilización de parte del opio afgano para la producción de medicinas esenciales como la morfina, como se hace en la India. Dicha organización ha elaborado un informe técnico sobre ese proyecto, bajo el título de "Amapola para medicamentos".
También se ha experimentado con variedades especialmente seleccionadas para producir concentraciones mucho más bajas de alcaloides, por ejemplo, la Zeno Morfex, muy usada en Alemania.

## Composición química
- Savia: 10-20 % de alcaloides, 5-6 % de materias minerales, 30 % de azúcares y ácidos orgánicos (láctico, fumárico, mecónico). Los alcaloides presentes son alcaloides isoquinoleínicos, derivados de la tirosina con un núcleo bencilisoquinoleínico (papaverina) o morfinano (morfina, codeína, tebaína).[9]
- Semillas: No contienen alcaloides.

## Metabolismo bencilisoquinolina (BIA)
Los alcaloides son compuestos orgánicos nitrogenados, derivados del metabolismo secundario, que producen ciertas plantas. Los alcaloides derivados de la adormidera se sintetizan a través de la ruta metabólica de la bencilisoquinolina.

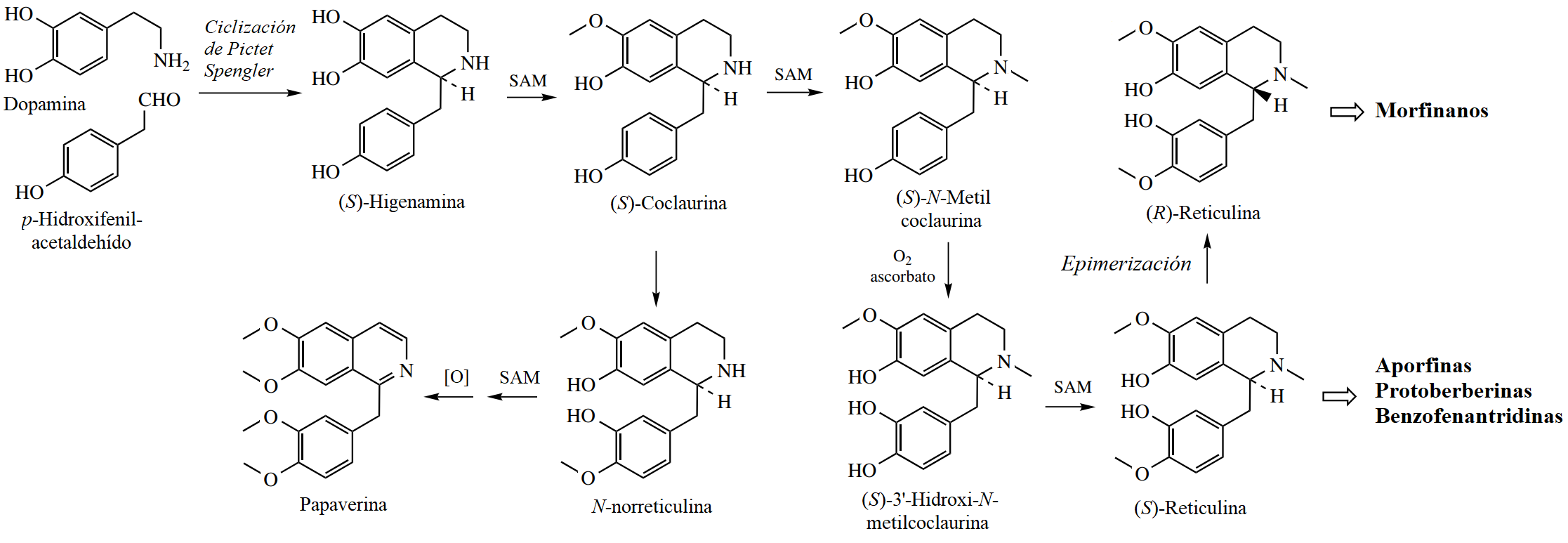
Metabolismo de las bencilisoquinolinas.

En primer lugar, el aminoácido fenilalanina, a través de la enzima fenilalanina hidroxilasa, se transforma en tirosina. La tirosina puede seguir dos caminos distintos: mediante una tirosina hidroxilasa puede formar L-dopamina (L-DOPA), o puede reducirse para formar 4-fenilhidroxiacetaldehído (4-HPAA). Posteriormente, la L-DOPA reacciona con el 4-HPAA y, mediante una serie de reacciones, forma la (S)-norcoclaurina, que porta el esqueleto bencilisoquinolina que da nombre a esta vía. La conversión de (S)-norcoclaurina a (S)-reticulina es uno de los puntos clave, ya que a partir de (S)-reticulina se puede formar morfina a través de la ruta del morfinano, o noscapina a través de la ruta de la noscapina o berberina.

## Análisis del genoma
Li Guo et al. (2018) han conseguido ensamblar el genoma de la adormidera. Su genoma, que contiene 51 213 genes que codifican para proteínas, se compone de 2,72 Gb, distribuido el 81,6 % en 11 cromosomas individuales y el 18,4 % restantes en scaffolds sin colocar. Además, el 70,9 % del genoma está  constituido por elementos repetitivos, de los cuales los más representados son los retrotransposones de repetición terminal larga (LTR). Este enriquecimiento de genes se relaciona con el mantenimiento de la homeostasis y una regulación positiva de la transcripción. 
El análisis de sintenia de la adormidera revela rastros de duplicaciones segmentarias hace 110 millones de años (MYA), antes de la divergencia entre Papaveraceae y Ranunculaceae, y un evento de duplicación del genoma completo hace 7,8 MYA.
En relación con los genes del metabolismo BIA, se ha visto que aparecen agrupados de la siguiente manera:
- Los genes encargados de la conversión de (S)-reticulina a noscapina se encuentran en el cromosoma 11.
- Los genes encargados de la conversión de (S)-reticulina a tebaína se encuentran en el cromosoma 11.
- Los genes encargados de la conversión de tebaína se encuentran en el cromosoma 1, cromosoma 2, cromosoma 7 y scaffold no localizado 107.

La presencia de genes asociados exclusivamente al metabolismo BIA, junto a una regulación coordinada de la expresión génica, ejerce una presión de selección que favoreció el agrupamiento de estos genes de esta manera.

## Actividad farmacológica
Tiene una acción hipnoanalgésica.

### Morfina
- Analgésico: deprime la nocicepción y modifica los componentes emocionales. Se usa en dolores agudos de gran intensidad y en dolores crónicos.
- Depresión respiratoria: a dosis terapéutica y conlleva la reacción adversa más preocupante ya que puede llegar a la muerte. También deprime la tos.
- Estimulante del vómito
- Astringente: provoca estreñimiento por disminución del tono intestinal, peristaltismo y secreciones intestinales.

### Codeína
- Antitusígeno: se usa como remedio de la tos seca.
- Analgésico: usado en combinación con el paracetamol, en particular para el dolor neuropático leve o moderado.

### Papaverina
- Espasmolítico.[11]

### Noscapina
- Antitusivo: la noscapina es un alcaloide bencilisoquinolínico obtenido del opio, que se comporta como antitusivo central. Produce depresión del centro medular de la tos, al disminuir la producción de taquicininas, los principales neurotransmisores de las fibras C, que constituyen dicho centro de control. Se desconoce cómo ejerce dicho efecto. Presenta un efecto antitusivo similar al de la codeína, pero al contrario que ésta, carece de efectos sobre el sistema respiratorio.

## Parásitos y enfermedades
Son numerosos los insectos que parasitan esta planta, en particular hay una especie de avispa Iraella luteipes que produce agallas en los tallos de la planta, poniendo en peligro los cultivos industriales con fines farmacéuticos, alimenticios u ornamentales. Se pueden controlar con agentes biológicos, en particular con hongos entomopatógenos.

## Taxonomía
Papaver somniferum  fue descrita por Carlos Linneo y publicado en Species Plantarum, vol. 1, p. 508, 1753.
Etimología
Ver: Papaver
- somniferum: prestado del latín somnǐfěrum, -ěra, -ǔm (de somnus, sueño y fĕro, llevar) o sea somnífero, narcótico.[14]

Taxones infraespecíficos aceptados
- Papaver somniferum subsp. setigerum (DC.) Arcang.[15]

Citología
Número de cromosomas: 2n=22

## Nombres comunes
- Castellano: ababolones, adormidera (38), adormidera blanca, adormidera lunar (2), adormidera negra, adormideras, adormideras blancas, adormilera, almidera, amapola (3), amapola blanca, amapola de adorno, amapola real (5), amapolona (2), amapola de la droga, cascal (3), cascales (2), dormidera (13), dormideras, dormideras blancas, Codeína, hierba cascales, hierba dormidera, opio, papaver blanco, papola, papoya. Las cifras entre paréntesis indican la frecuencia del uso del vocablo en España.[18]